# 사냥개자리 알파²형 변광성
사냥개자리 알파²형 변광성(Alpha² Canum Venaticorum variable)은 변광성의 일종이다. 화학적으로 특이한 주계열성으로 분광형은 B8p에서 A7p 사이이다. 자기장이 강하며 규소, 스트론튬, 크롬의 분광선이 강하게 나타난다. 밝기는 대개 0.01에서 0.1 수준으로 변동하며 변광주기는 약 0.5일에서 160일 정도이다.
사냥개자리 알파²형 변광성의 밝기가 변할 때 분광선의 세기와 종류, 그리고 자기장 세기도 함께 변한다. 이 물리량들의 변동 주기는 모두 동일하며, 이는 항성의 자전 주기와 동일할 것으로 추측된다. 변광의 이유는 항성의 대기 중에 금속이 불균일하게 분포하여 각 면마다 표면밝기가 달라져서일 것이라고 추측된다.
사냥개자리 알파²형 변광성이라는 용어는 사냥개자리 북쪽 코르 카롤리 쌍성계를 이루는 동반성인 사냥개자리 알파²로부터 유래했다. 사냥개자리 알파²의 밝기는 5.47일 주기로 +0.14 등급씩 변한다.